# Оцеола (фильм)
«Оцео́ла» (нем. Osceola) — художественный фильм 1971 года режиссёра Конрада Петцольда из цикла вестернов киностудии ДЕФА с участием Гойко Митича. Фильм снят по мотивам романа Томаса Майн Рида «Оцеола, вождь семинолов» о противостоянии племени индейцев-семинолов под предводительством вождя Оцеолы вытеснению с их исконных земель правительством США.

## Сюжет
США, Флорида, 1830-е годы. Племя индейцев-семинолов, одно из немногих, твёрдо противостоит попыткам правительства США заставить их покинуть свои земли. Белые плантаторы недовольны тем, что у индейцев находят прибежище беглые рабы. Один из землевладельцев — Рейнц, подкупает военных для проведения карательной операции. Против его планов выступает Мур — владелец лесопилки, который женат на индианке и придерживается антирабовладельческих взглядов. Вождь Оцеола находит в лице Мура союзника, но небольшая группа благородных людей не может противостоять провокациям плантаторов и коррумпированных военных. Начинается Вторая Семинольская война.

## В ролях
- Гойко Митич — Оцеола
- Хорст Шульце — Уильям Рейнес
- Юри Дарие — Ричард Мур
- Карин Уговски — Глэдис
- Кати Бус — Зилла
- Пепа Николова — Ри
- Искра Радева — Че-Чо-Тер
- Моника Войтович — Пегги Керри

## Отличия фильма от книги
Хотя фильм заявлен как снятый по мотивам одноименного романа М. Рида, совпадают в них в общих чертах только сцена переговоров белых с индейцами о переселении, во время которой Оцеола вонзает нож в текст договора, и сцена боевой стычки индейцев во главе с Оцеолой, несогласных на переселение, с индейцами, согласными на переселение.
В фильме показан только короткий период перед началом Второй семинольской войны, в романе показаны и боевые действия, и несколько лет до войны (при этом истории с уничтожением Оцеолой корабля американской армии в романе нет). В начале романа Оцеола — мелкий плантатор, в жилах которого течет смешанная кровь белых и индейцев, вождем он становится только к середине романа (в фильме он только вождь).
И в романе, и в фильме три главных героя: Оцеола, плохой бледнолицый — плантатор, хороший бледнолицый — друг Оцеолы. Но в фильме хороший бледнолицый — владелец лесопилки, платящий неграм за работу, женатый на семинолке, снабжающий семинолов оружием; в книге хороший бледнолицый (от его лица ведется повествование) — гуманный плантатор, служащий в армии (то есть воюющий с индейцами, но сочувствующий им; находится под защитой Оцеолы, поэтому индейцы его в сражениях не убивают), в эпилоге женится на сестре Оцеолы. В фильме плохой бледнолицый занят исключительно борьбой с индейцами; в романе — расширением своей плантации за счёт владений соседей (в том числе и с помощью негров, живущих среди индейцев).
Оцеола убивает в воде крокодила: в фильме — спасая беглого негра, в романе — спасая сестру хорошего бледнолицего.

## Прокат в СССР
- В 1973 году фильм вышел в кинопрокате СССР, и его посмотрели 35,3 млн человек[1].